# Butler W. Lampson
Butler W. Lampson (Washington, 23 dicembre 1943) è un informatico statunitense.
È noto per i suoi contributi allo sviluppo e all'implementazione del personal computer.

## Educazione e primi anni di vita
Dopo essersi diplomato alla Lawrenceville School (dove nel 2009 è stato insignito dell'Aldo Leopold Award, noto anche come Lawrenceville Medal, il più alto riconoscimento di Lawrenceville agli ex alunni), Lampson ha ricevuto un Bachelor (A.B.) in fisica (magna cum laude con il massimo dei voti nella disciplina) presso l'Università di Harvard nel 1964 e un dottorato di ricerca in ingegneria elettrica e informatica presso l'Università di Berkeley nel 1967.

## Carriera e ricerca
Durante gli anni '60, Lampson e altri facevano parte del Progetto GENIE presso l'UC Berkeley. Nel 1965, diversi membri del Progetto GENIE, in particolare Lampson e Peter Deutsch, svilupparono il computer SDS 940 di Berkeley Timesharing System for Scientific Data Systems. Dopo aver completato il dottorato, Lampson rimase alla UC Berkeley come assistente professore (1967-1970) e professore associato (1970-1971) di informatica. Per un periodo, ha servito contemporaneamente come direttore dello sviluppo del sistema per la Berkeley Computer Corporation (1969-1971).
Nel 1971, Lampson è diventato uno dei membri fondatori di Xerox PARC, dove ha lavorato nel Computer Science Laboratory (CSL) come scienziato principale (1971-1975) e ricercatore senior (1975-1983). La sua ormai famosa visione di un personal computer è stata catturata nel memo del 1972 intitolato "Why Alto?". Nel 1973 nacque Xerox Alto, con il suo mouse a tre pulsanti e il monitor a tutta pagina. Ora è considerato il primo vero personal computer in termini di quella che è diventata la modalità operativa "canonica" della GUI.
Tutti i computer successivi costruiti allo Xerox PARC ad eccezione del "Dolphin" (usato nella macchina Xerox 1100 LISP) e del "Dorado" (usato nella macchina Xerox 1132 LISP) seguivano un progetto generale chiamato "Wildflower", scritto da Lampson, e questo includeva le macchine della serie D: "Dandelion" (utilizzato nella macchina Xerox Star e Xerox 1108 LISP), "Dandetiger" (utilizzato nella macchina Xerox 1109 LISP), "Daybreak" (Xerox 6085) e "Dicentra " (usato internamente per controllare vari dispositivi hardware specializzati).
Al PARC, Lampson ha contribuito a lavorare su molte altre tecnologie rivoluzionarie, come la progettazione di stampanti laser; protocolli di commit a due fasi; Bravo, il primo programma di formattazione del testo WYSIWYG; ed Ethernet, la prima rete locale (LAN) ad alta velocità. Ha progettato diversi influenti linguaggi di programmazione come Euclide.
Dopo le aspre dimissioni di Bob Taylor, manager di Xerox PARC CSL nel 1983, Lampson e Chuck Thacker seguirono il loro collega di lunga data al Systems Research Center della Digital Equipment Corporation. Lì, è stato Senior Consulting Engineer (1984-1986), Corporate Consulting Engineer (1986-1993) e Senior Corporate Consulting Engineer (1993-1995). Poco prima del ritiro di Taylor, Lampson ha lasciato per lavorare per Microsoft Research come architetto (1995-1999), illustre ingegnere (2000-2005) e tecnico (2005-oggi).
Dal 1987 Lampson è professore a contratto di ingegneria elettrica e informatica presso il Massachusetts Institute of Technology.

## Onori e riconoscimenti
- Nel 1984 è stato eletto membro dell'Accademia Nazionale di Ingegneria.
- Nel 1984, ha vinto l'ACM Software System Award per l'Alto, insieme a Robert W. Taylor e Charles P. Thacker.
- Nel 1986 ha ricevuto lo Sc.D. dalla Eidgenössische Technische Hochschule, Zurigo.
- Nel 1992 ha vinto il prestigioso ACM Turing Award per i suoi contributi al personal computer e all'informatica[2].
- Nel 1993 è diventato membro dell'American Academy of Arts and Sciences.
- Nel 1994 è stato inserito come Fellow dell'ACM.
- Nel 1996 ha ricevuto l'IEEE Computer Pioneer Award.
- Nel 1996 ha ricevuto lo Sc.D. dell'Università di Bologna.
- Nel 2001 ha ricevuto la medaglia IEEE John von Neumann[3].
- Nel 2004, ha vinto il Charles Stark Draper Prize insieme ad Alan C. Kay, Robert W. Taylor e Charles P. Thacker per il loro lavoro su Alto[4].
- Nel 2005 è stato eletto Membro dell'Accademia Nazionale delle Scienze.
- Nel 2006 è stato nominato membro del Computer History Museum "per i contributi fondamentali all'informatica, comprese le workstation personali in rete, i sistemi operativi, la sicurezza informatica e l'editoria di documenti". Computer History Museum Fellow (2006)[5].
- Nel 2006 ha ricevuto l'IFIP TC11 Kristian Beckman Award per la sicurezza delle informazioni.
- Nel 2016 è stato inserito nella National Cybersecurity Hall of Fame.
- Nel 2018 è stato eletto membro straniero della Royal Society.

## Citazioni
Si dice spesso che Lampson abbia detto: "Qualsiasi problema nell'informatica può essere risolto con un'ulteriore livello di indirizzamento" (Teorema fondamentale dell'ingegneria del software), ma nella sua conferenza del Premio Turing nel 1993, Lampson stesso attribuisce questo detto a David Wheeler.